# Liste der Biografien/Hanh
Liste der Biografien |
Portal Biografien |
Personensuche
# |
A |
B |
C |
D |
E |
F |
G |
H |
I |
J |
K |
L |
M |
N |
O |
P |
Q |
R |
S |
T |
U |
V |
W |
X |
Y |
Z |
?
 
Ha |
Hd |
He |
Hi |
Hj |
Hk |
Hl |
Hm |
Hn |
Ho |
Hr |
Hs |
Ht |
Hu |
Hv |
Hw |
Hy
 
Haa |
Hab |
Hac |
Had |
Hae–Haf |
Hag |
Hah |
Hai |
Haj |
Hak |
Hal |
Ham |
Han |
Hao |
Hap |
Haq |
Har |
Has |
Hat |
Hau |
Hav |
Haw |
Hax |
Hay |
Haz
 
Hana |
Hanb |
Hanc |
Hand |
Hane |
Hanf |
Hang |
Hanh |
Hani |
Hanj |
Hank |
Hanl |
Hanm |
Hann |
Hano |
Hanp |
Hanq |
Hanr |
Hans |
Hant |
Hanu |
Hanv |
Hanw |
Hanx |
Hany |
Hanz
Die Liste der Biografien führt alle Personen auf, die in der deutschsprachigen Wikipedia einen Artikel haben. Dieses ist eine Teilliste mit 9 Einträgen von Personen, deren Namen mit den Buchstaben „Hanh“ beginnt.

## Hanh
- Hạnh, Thích Nhất (1926–2022), vietnamesischer buddhistischer Mönch und AutorThích Nhất Hạnh (1926–2022)

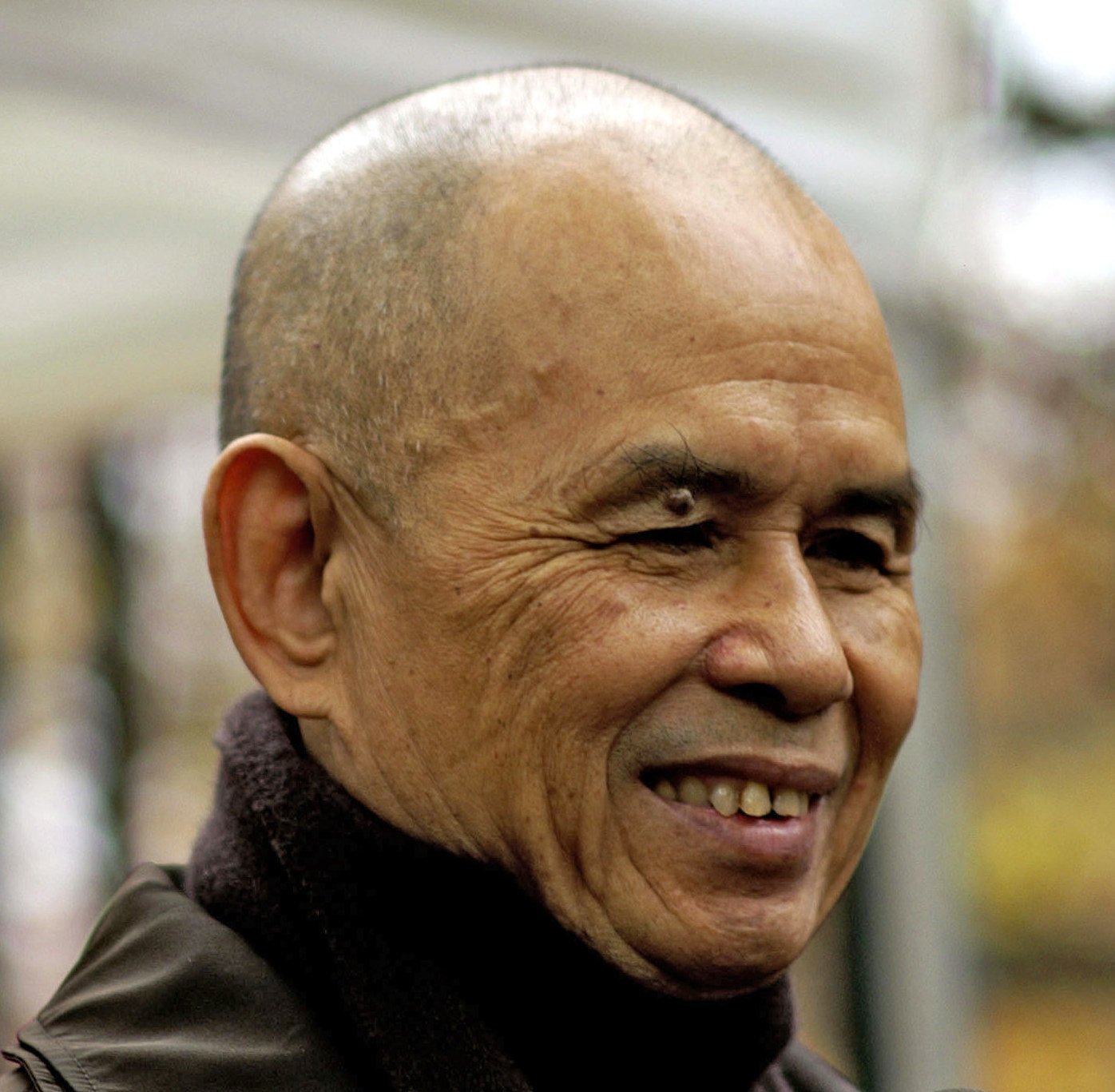
Thích Nhất Hạnh (1926–2022)

### Hanha
- Hanham, Joan, Baroness Hanham (1939–2025), britische Politikerin (Conservative Party)
- Hanhart, Ernst (1891–1973), Schweizer Mediziner und Rassentheoretiker
- Hanhart, Robert (1925–2025), Schweizer evangelischer Theologe
- Hanhart, Rudolf (1780–1856), Schweizer Pädagoge, Gymnasiallehrer, Hochschullehrer und reformierter Geistlicher

### Hanhi
- Hanhijoki, Sisko (* 1962), finnische Sprinterin
- Hanhimäki, Jussi (* 1965), finnischer Historiker

### Hanho
- Hanho, Rhi (1895–1960), südkoreanischer Unternehmer und Judopionier
- Hanholz, Heinrich (1894–1983), deutscher Politiker (DVP), Funktionär (NSDAP) und Landrat des Ennepe-Ruhr-Kreises